# Rue de Tocqueville
La rue de Tocqueville est une voie située dans le quartier de la Plaine-de-Monceaux et le quartier des Batignolles du 17e arrondissement de Paris.

## Situation et accès

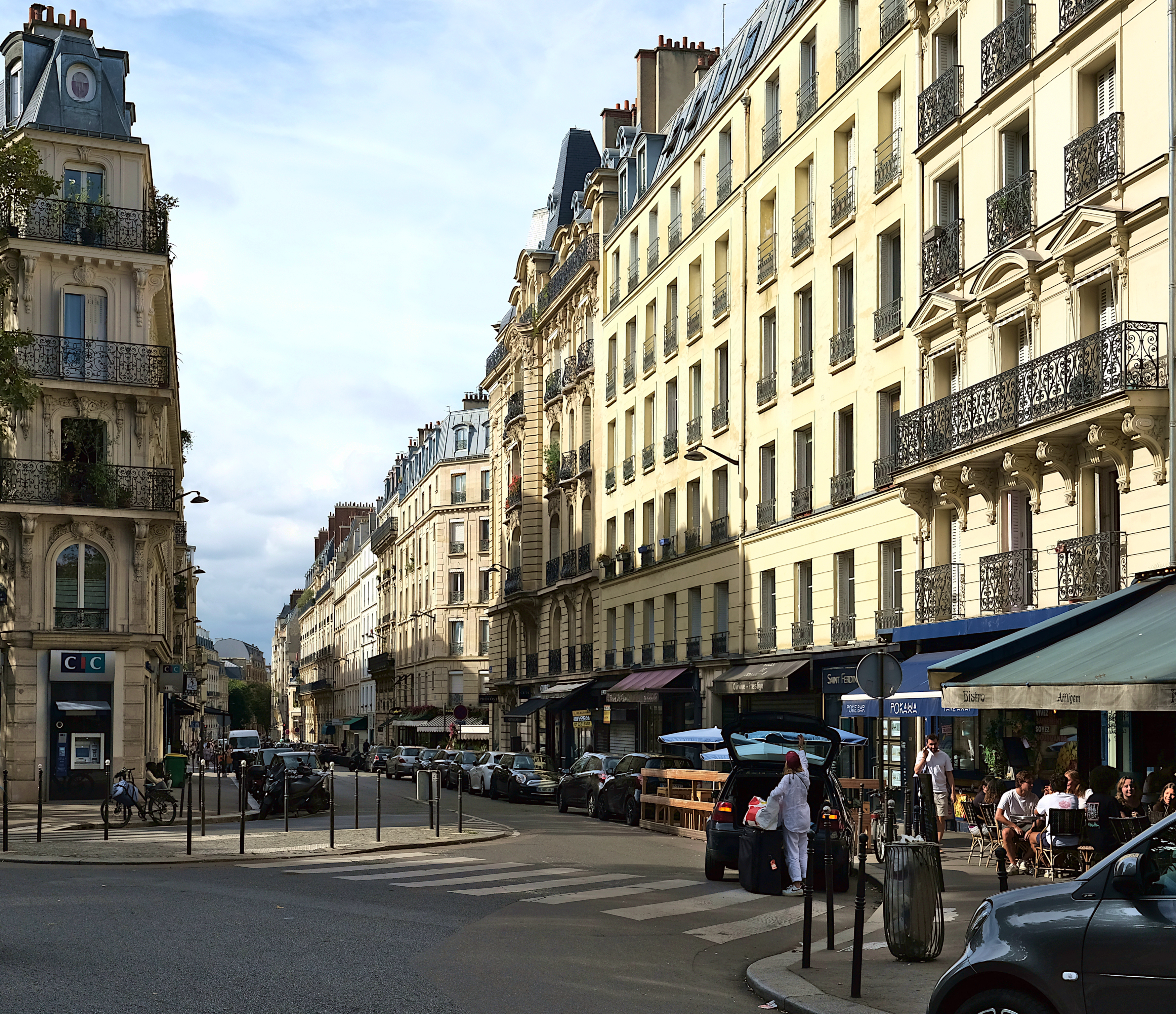
La rue de Tocqueville vue depuis l'avenue de Villiers.

Longue de 1 160 mètres, la rue débute au 12, avenue de Villiers et finit boulevard Berthier et 204, boulevard Malesherbes. 
Elle est desservie par les lignes 2 et 3 à la station Villiers.

## Origine du nom

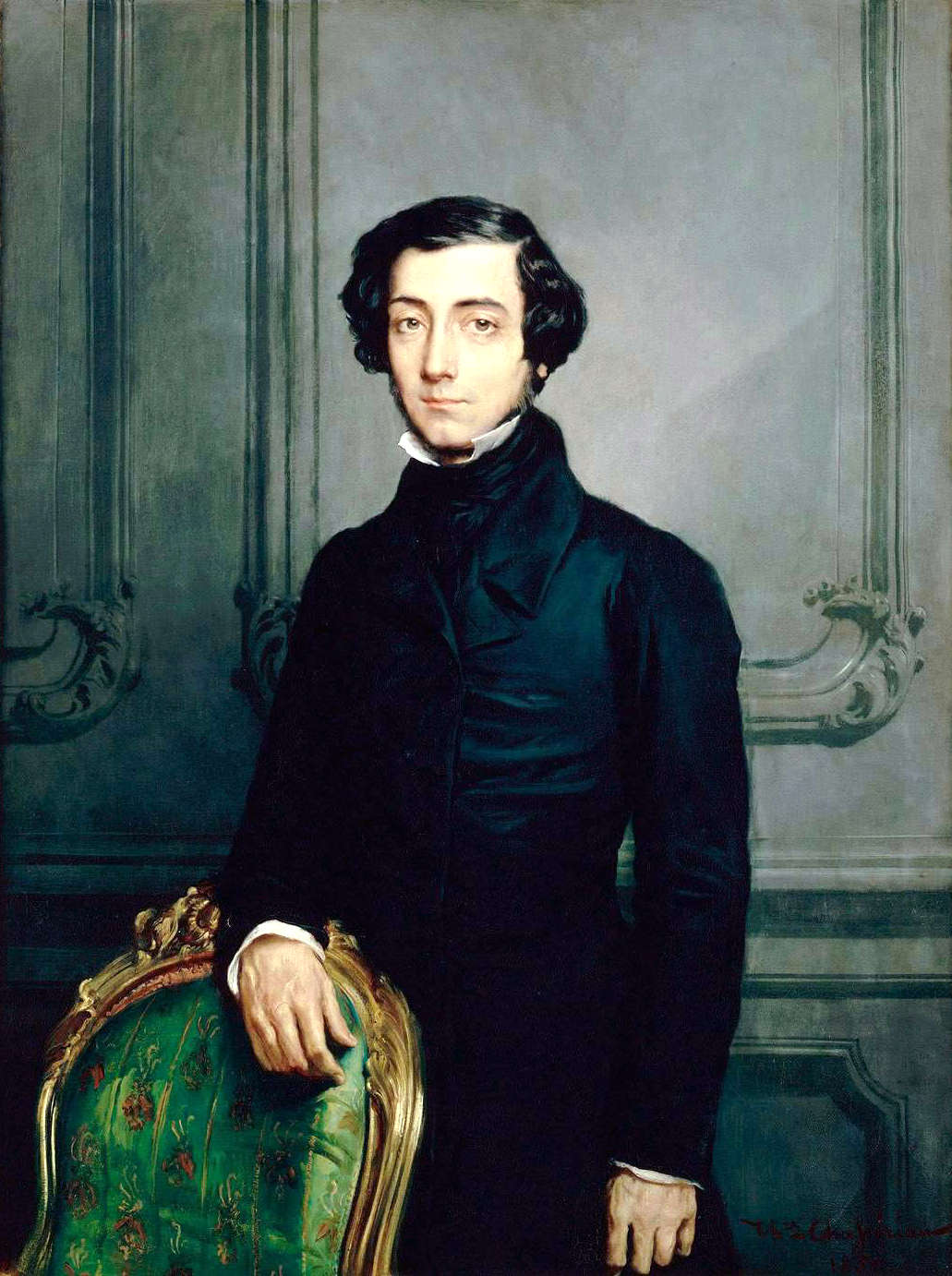
Alexis de Tocqueville.

Elle porte le nom de l'historien Alexis de Tocqueville (29 juillet 1805 – 16 avril 1859).

## Historique
Cette voie de l'ancienne commune des Batignolles est une ancienne section, dans la partie située au-delà de la place de Lévis, de la route de Paris à Argenteuil qui est tracée sur le plan de Jouvin de Rochefort de 1672.
Elle est formée en tant que rue par ordonnance du 24 juin 1840, entre l'avenue de Villiers et la rue Cardinet, sous le nom de « rue d'Asnières », en absorbant une partie de la rue du Bac-d'Asnières comprise entre les rues Léon-Cosnard et de Lévis. La partie située au-delà de la rue Cardinet, appelée « chemin » puis « route d'Asnières », partie de la route départementale no 33, prend également le nom de « rue d'Asnières ».
L'ensemble est inclus dans la voirie parisienne par décret du 23 mai 1863 avant de prendre la dénomination « rue de Tocqueville » par décret du 10 novembre 1877.
Au-delà du boulevard des Maréchaux, cette voie prend le nom d'avenue de la Porte-d'Asnières, puis, sur le territoire de Clichy, celui de route d'Asnières.

## Bâtiments remarquables et lieux de mémoire
- Église Saint-Charles-de-Monceau.
- No 8 : immeuble de 1902 réalisé par l'architecte Charles Lefebvre.
- No 17 : site Tocqueville de l'établissement scolaire privé sous contrat Fénelon Sainte-Marie[2].
- No 30 : ancien hôtel particulier du parfumeur Guerlain, de style éclectique, construit par l’architecte Paul Selmersheim [3] ; l'année de sa construction est indiquée en façade : ANNO 1880.

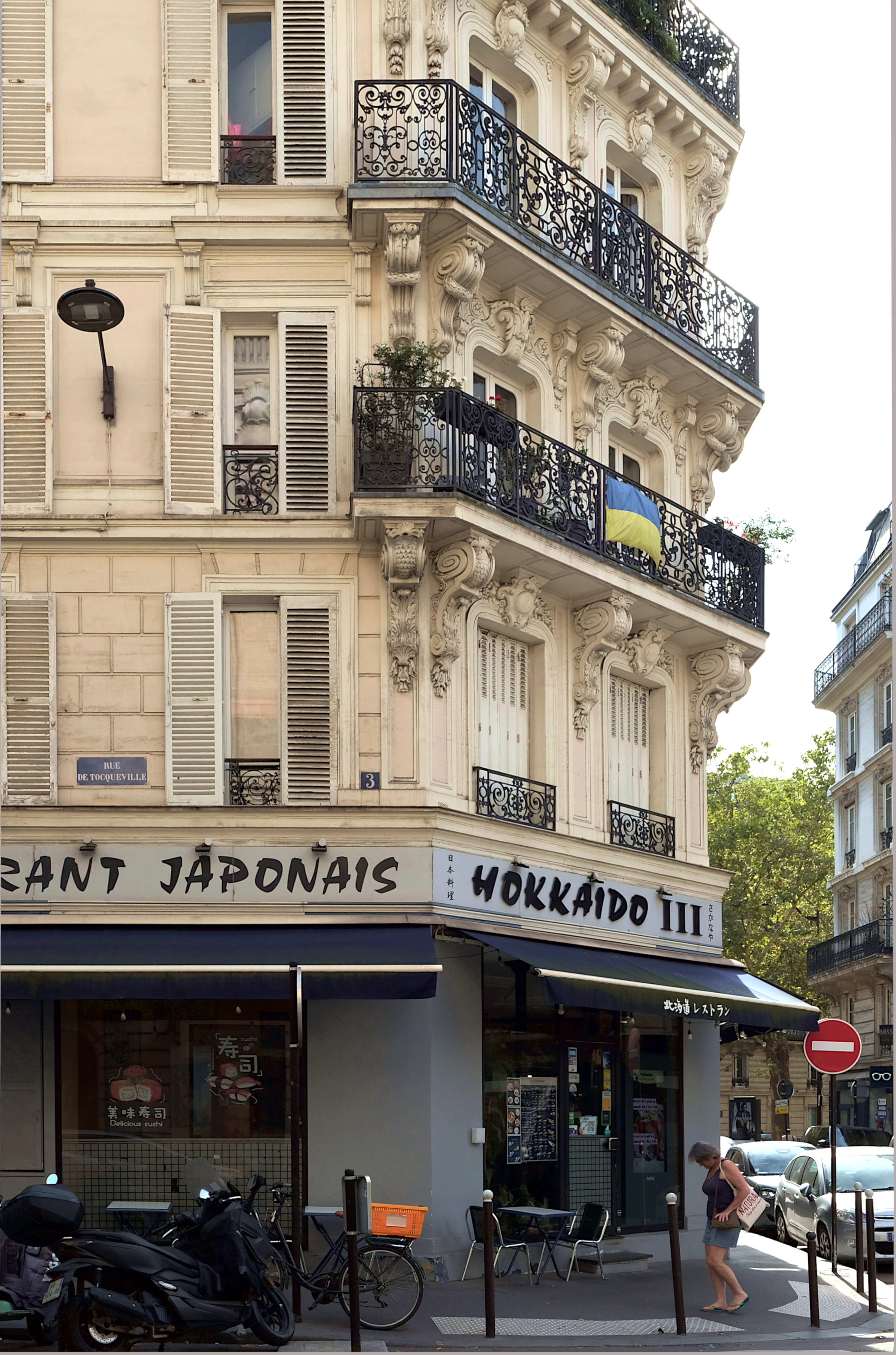
No 3.
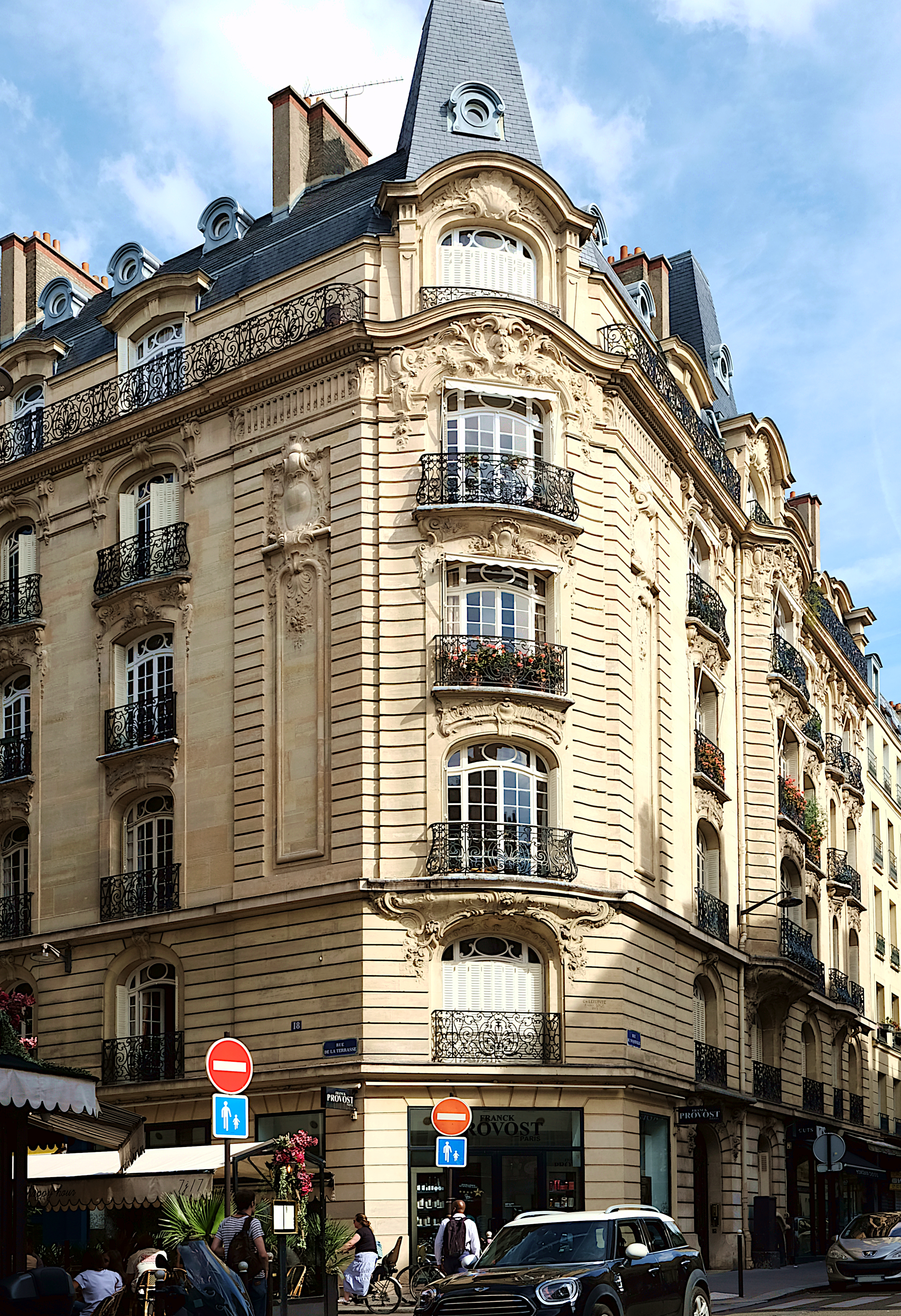
No 8.
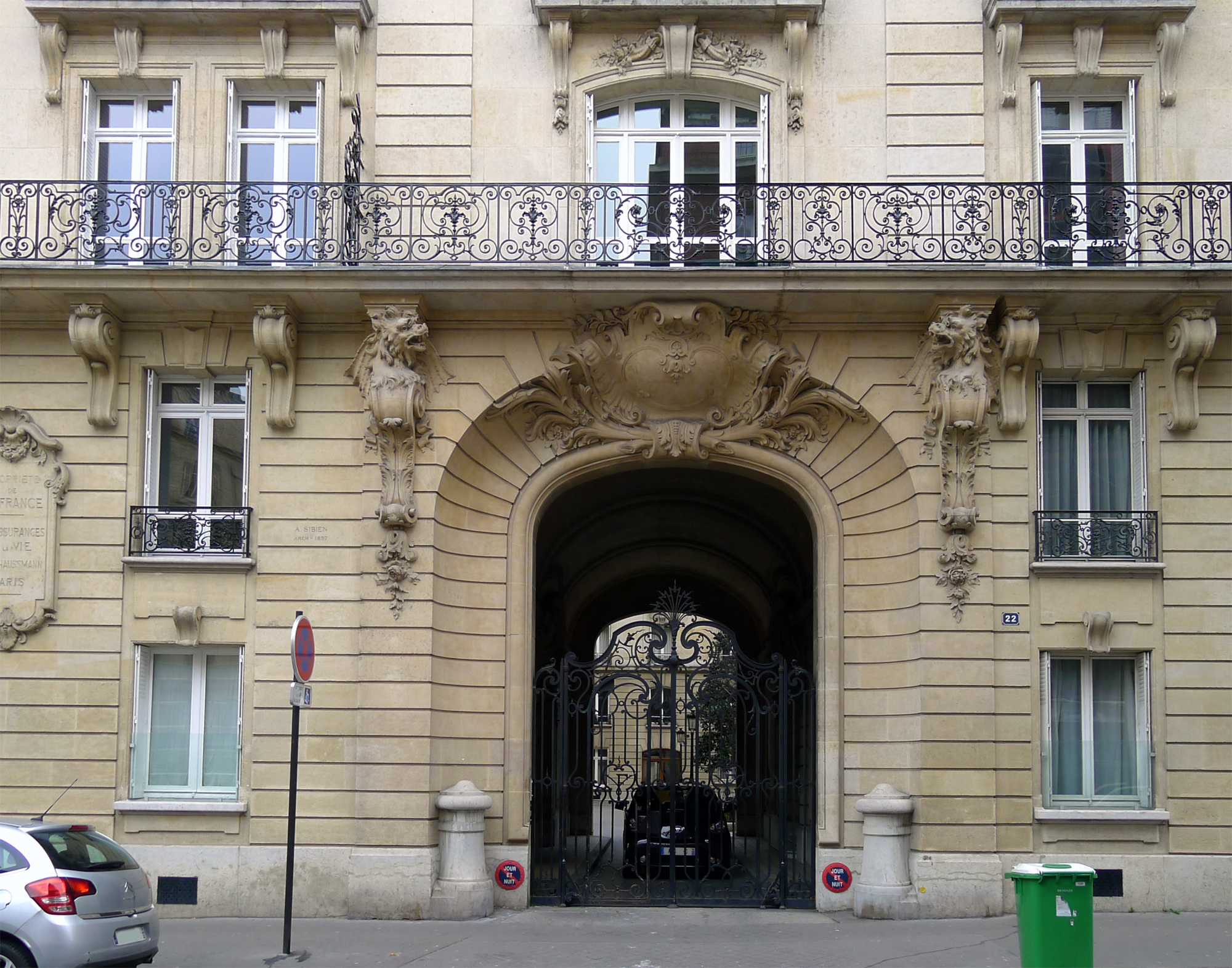
No 22.
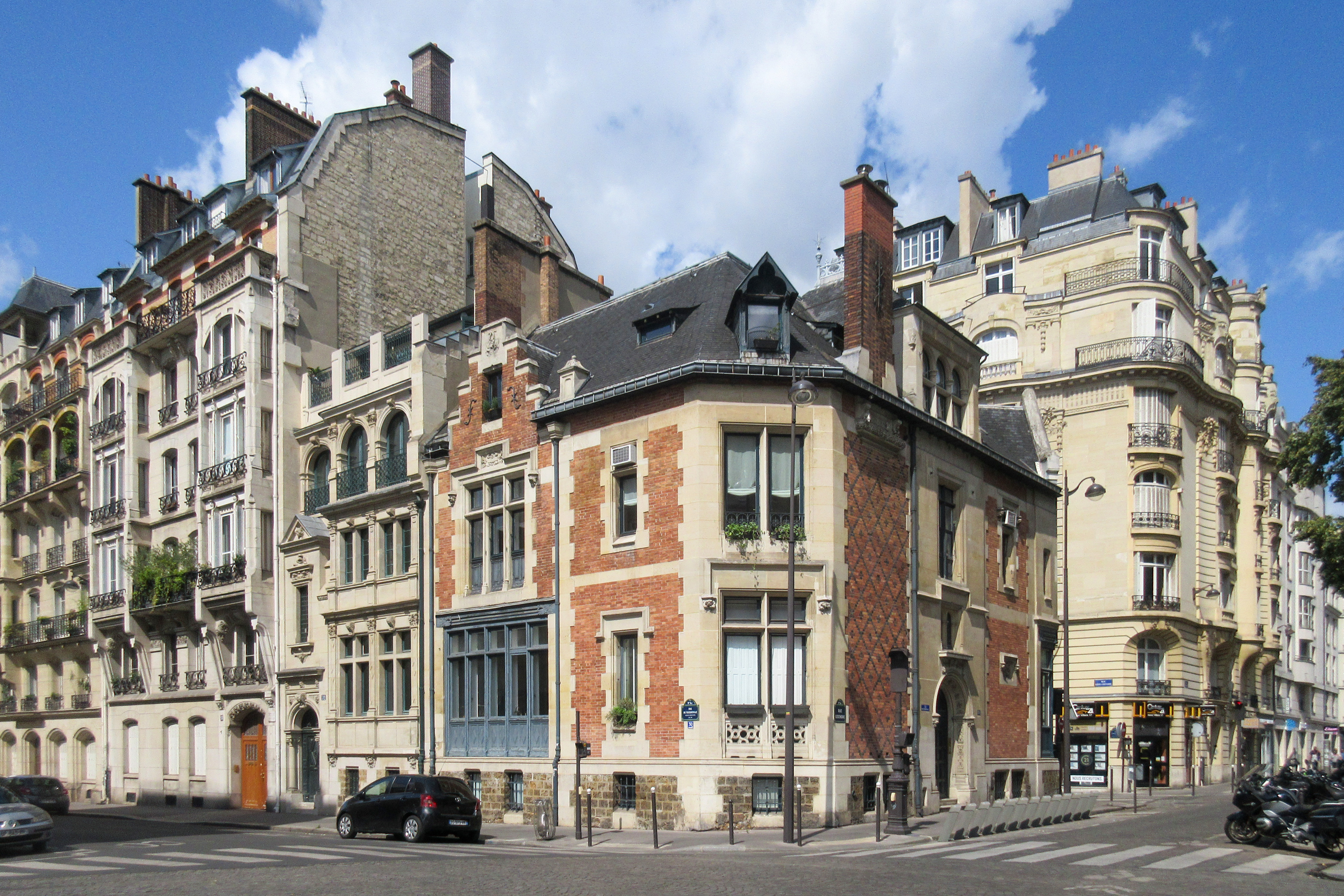
No 30 (ou 19, rue Legendre) : ancien hôtel particulier du parfumeur Guerlain situé à l'angle des rues Legendre et de Tocqueville.

- No 34 : immeuble de rapport de 1897 signé en façade par l'architecte Léon Benouville ; l’auteur et comédien Maxime Fabert (1898-1978) a vécu à cette adresse de 1937 à 1977, comme le signale une plaque en façade.
- No 36 : immeuble construit par l'architecte Charles Plumet en 1897[4].
- Nos 41 bis-43 : site de Sorbonne Université (Centre universitaire Malesherbes).
- No 45 : ancien immeuble Art déco des Procédés Dorel, façade classée, aujourd'hui immeuble de bureaux. Architecte : Frédéric Bertrand (1869-1956).
- No 49 : ancien site industriel des Établissements Duval, dont il subsiste encore l'immeuble d'angle avec la rue Cardinet, ainsi qu'une haute cheminée visible au 92 rue Cardinet, avant de devenir l’école HEC de 1881 à 1964 (dont l'entrée principale était au 108 boulevard Malesherbes), jusqu'à ce que celle-ci ne déménage sur le campus de Jouy-en-Josas.
- No 52 : immeuble édifié en 1899 par l'architecte H. Letourneur[5].
- No 59 : ancienne maison mère de l'Œuvre de l'Hospitalité de nuit, inaugurée le 2 juin 1878. Construite par l'architecte Jacques Drevet.
- No 67 : immeuble de 1913 dû à Henri Preslier (1878-1934). Il y a neuf fenêtres par étage et dans la cour un immeuble à deux escaliers.
- No 120 : square de Tocqueville.
- No 127 : siège de l'ambassade de Maurice.

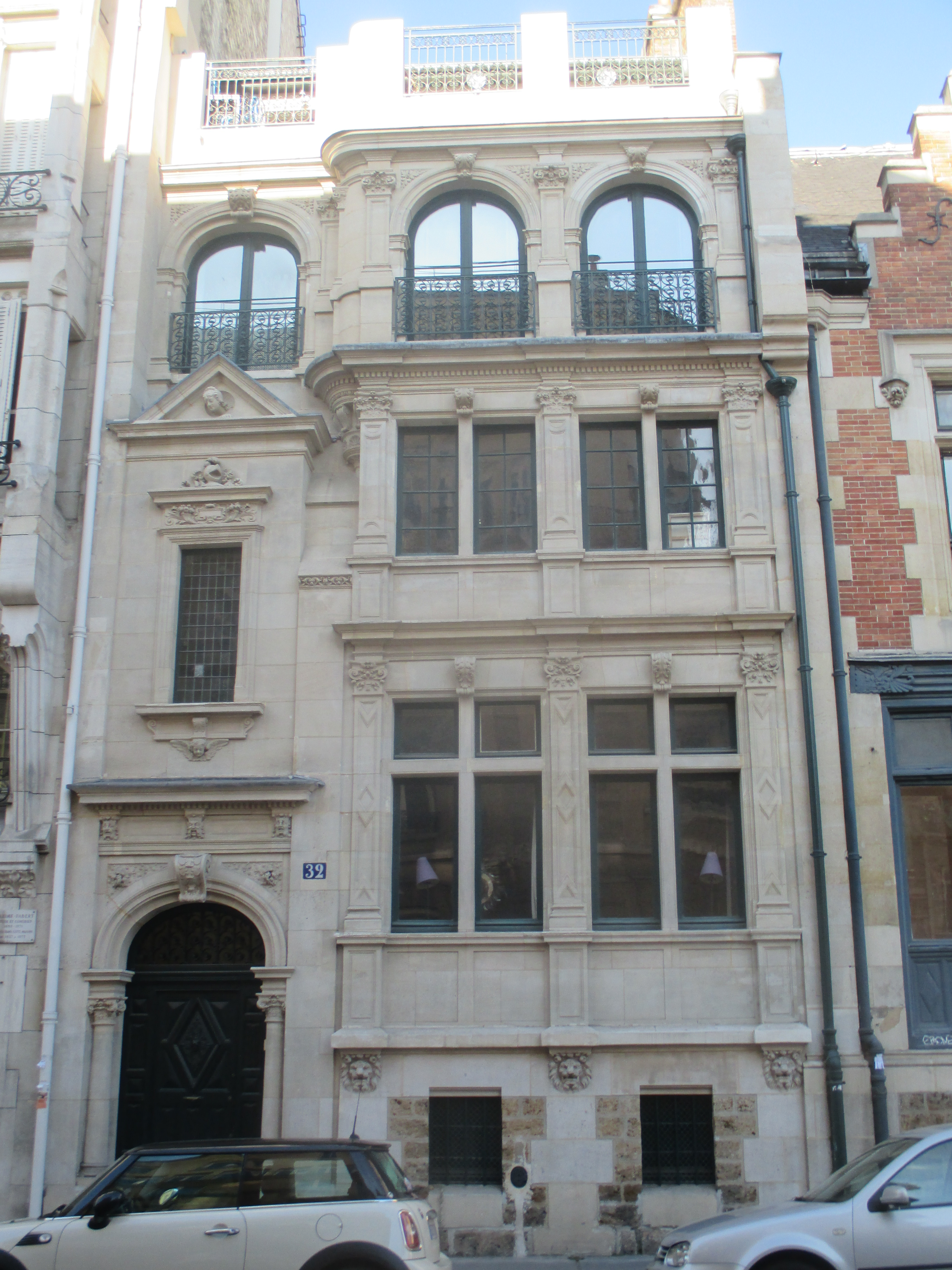
Hôtel particulier au no 32.
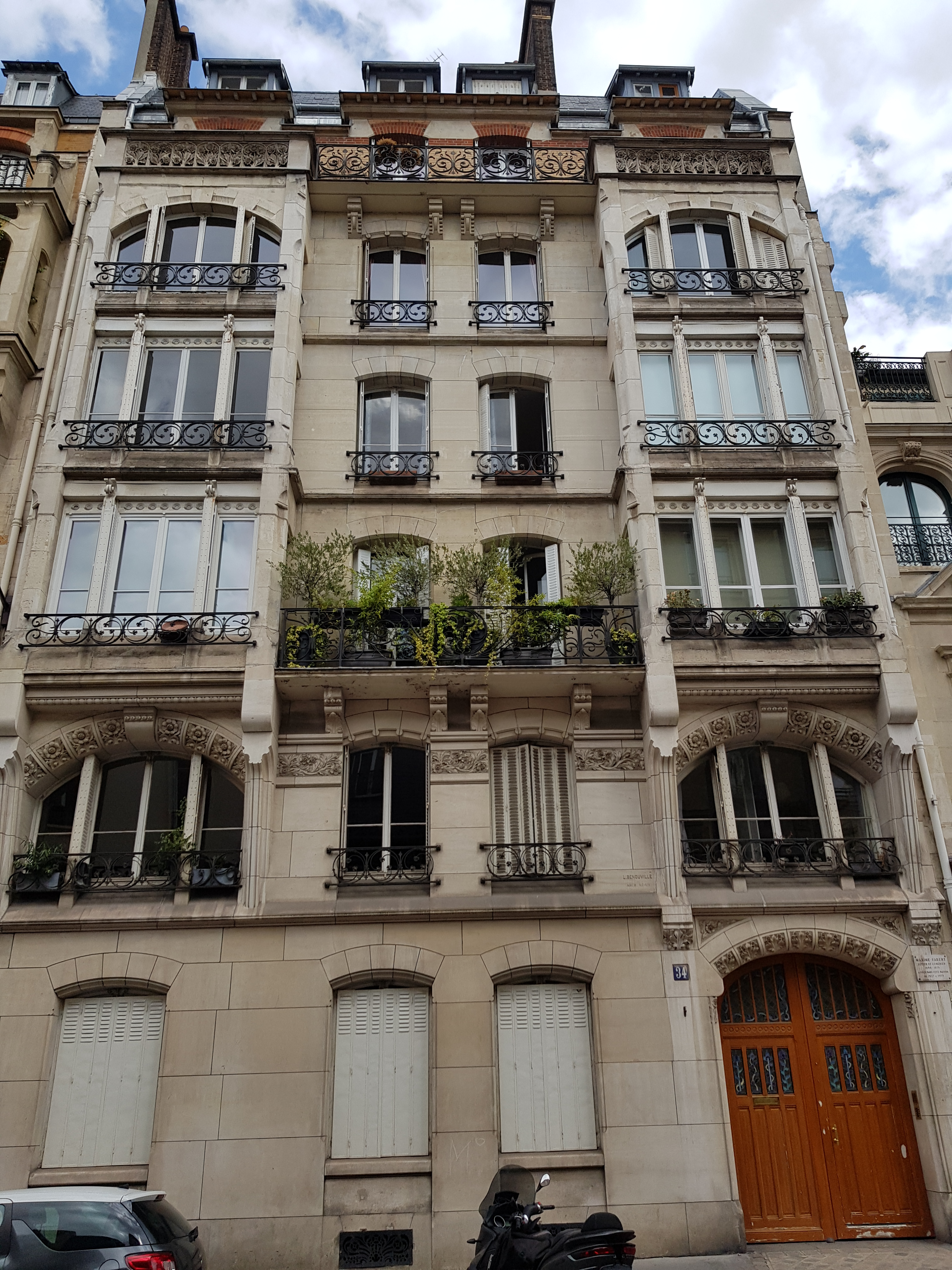
No 34.
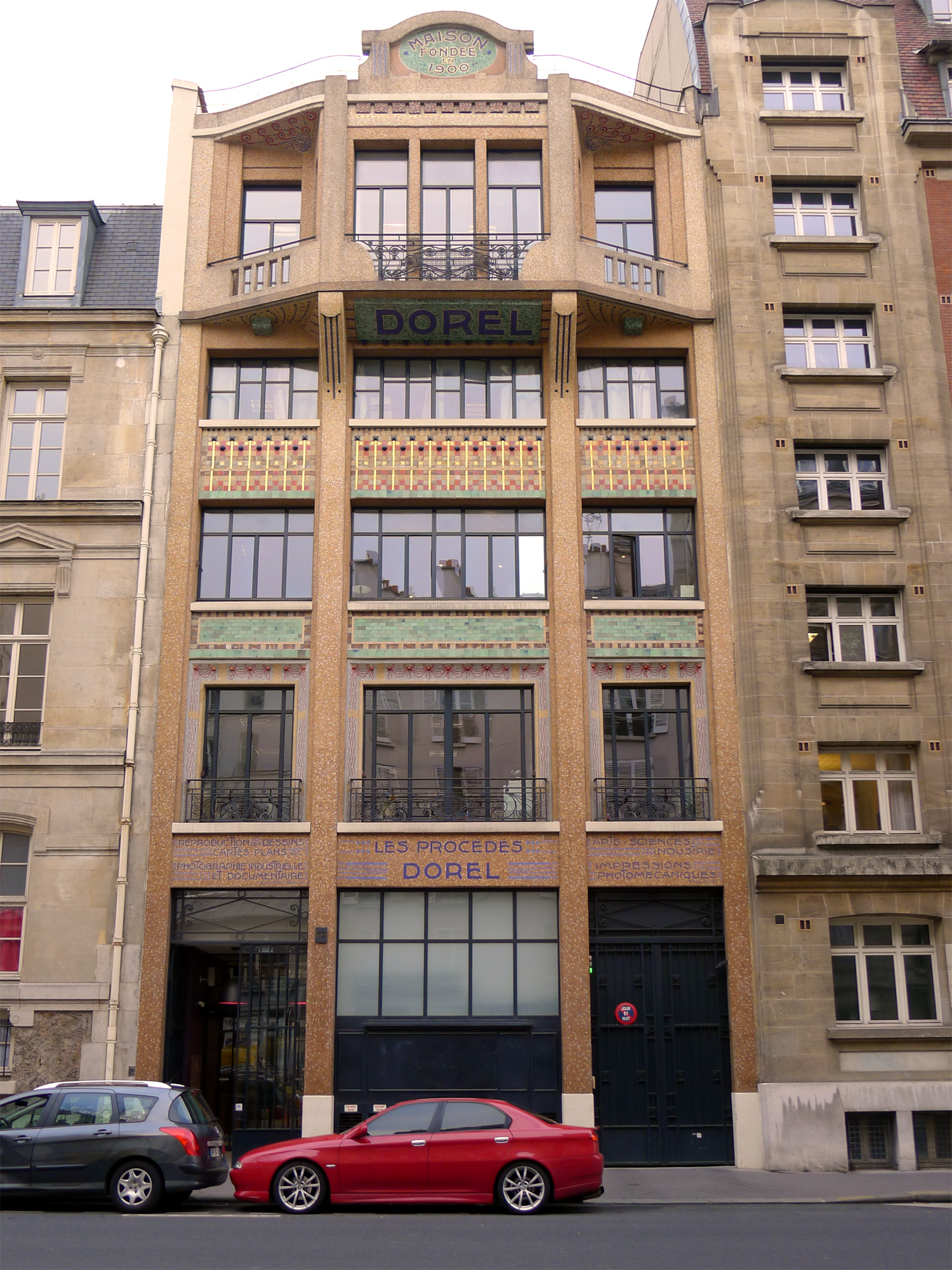
No 45.
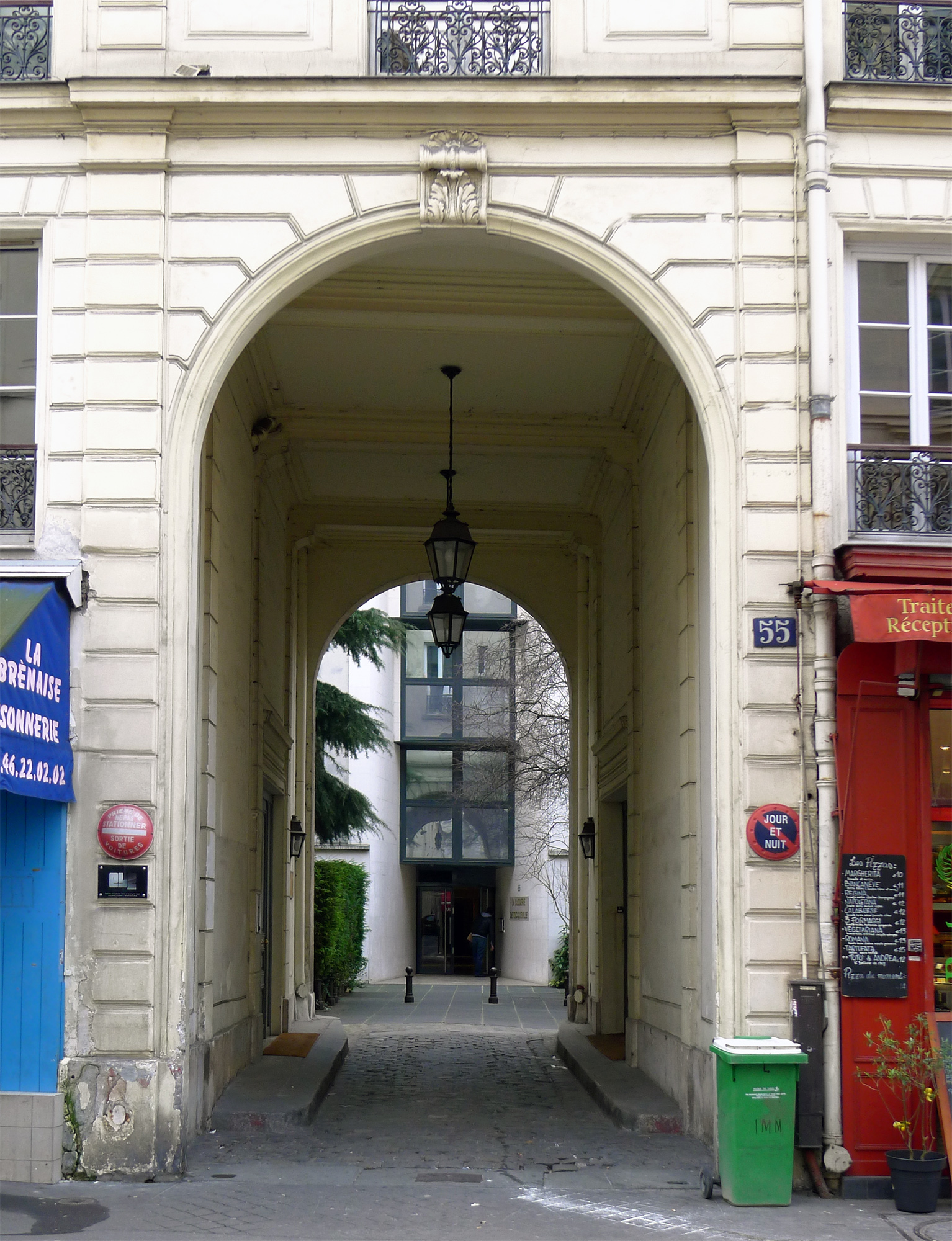
Porche du no 55.

### Bâtiment détruit
- Château de Monceau (Paris)
- La rue franchit en surplomb l'ancienne ligne de Pont-Cardinet à Auteuil-Boulogne.

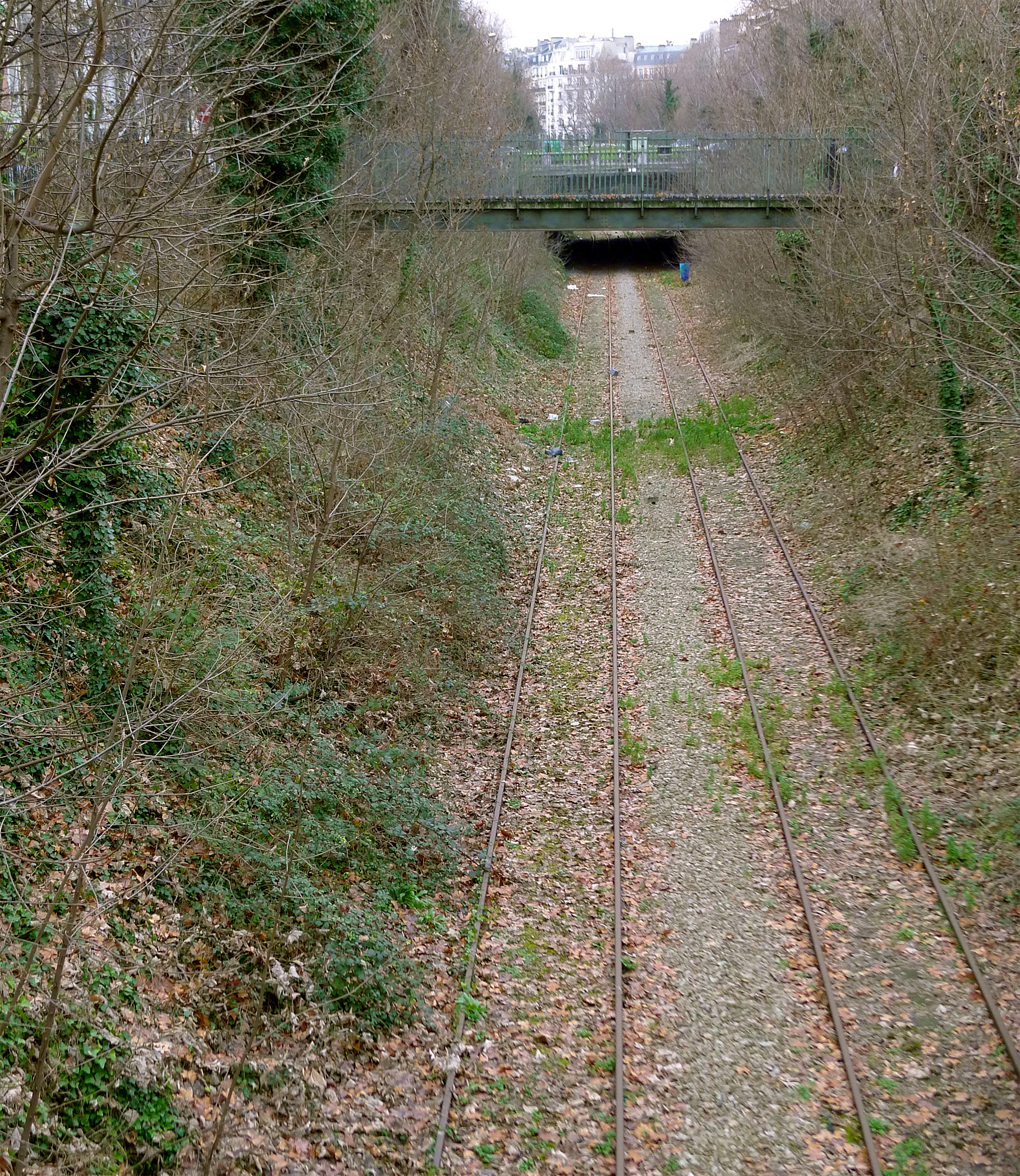
La ligne de Pont-Cardinet à Auteuil-Boulogne vue depuis la rue.